# فاخرة
فاخرة هو مرتفع جبلي يقع في الضاحية الشرقية لمدينة مروانة الجزائرية التابعة لولاية باتنة و هو مغطى بأشجار الصنوبر والأرز الكثيفة، وهو منخفض نوعا بحيث لا يتعدى ارتفاعه 800م.
1. ↑  "معاناة قاطنو حي فاخرة مع النقل متواصلة | الأوراس نيوز". 12 أغسطس 2020. مؤرشف من الأصل في 2024-02-10. اطلع عليه بتاريخ 2024-02-09.